# Sozialistische Bewegung für die Vereinigten Staaten von Europa
Die Sozialistische Bewegung für die Vereinigten Staaten von Europa (französisch Mouvement Socialiste pour les États-Unis d'Europe, MSEUE) war ein sozialistischer Dachverband für ein föderales Europa. Sie wurde 1947 gegründet und war ein Gründungsmitglied der Europäischen Bewegung 1948. Aus dem MSEUE ging 1959 das Mouvement Gauche Européenne und 1971 die Sozialdemokratische Europäische Bewegung hervor.

## Geschichte
Im Juni 1946 wurde in Montrouge in der Nähe von Paris die Idee geboren, eine unabhängige europäische Sozialdemokratie zu schaffen. Nach dem Ende des Zweiten Weltkriegs gab es viele Menschen, die an den Wiederaufbau des europäischen Kontinents glaubten und die Idee eines vereinten Europa hatten. Am weitesten fortgeschritten waren die Arbeiterbewegungen und die Freunde des Sozialismus. Die Idee entstand, bevor die Europäische Bewegung geschaffen wurde.
Am 3. Juni 1947 wurde die Sozialistische Bewegung für die Vereinigten Staaten von Europa mit dem Namen „Comite International pour les États-Unis Socialistes d'Europe“ während einer Tagung der Independent Labour Party in London gegründet. Unter den Gründern waren Sozialisten aus Belgien, Frankreich, Großbritannien und Italien. André Philip wurde Vorsitzender und Jacques Robin Generalsekretär. Die zweite internationale Konferenz für die sozialistischen Vereinigten Staaten von Europa fand am 21. und 22. Juli 1947 in Montrouge statt. Im Oktober 1948 gab sich die Organisation den Namen Mouvement Socialiste pour les États-Unis d'Europe (MSEUE).
Unabhängigkeit, Demokratie, Wohlstand und Frieden waren die vier Eckpfeiler, auf denen die MSEUE ihre Ziele gründete. Ein Vereintes Europa ohne deutsche Präsenz und ohne Beteiligung des Königreichs Großbritannien  sowie der skandinavischen Länder schien unvorstellbar. Der europäische Aufbau sollte mit sozialistischer Prägung geschehen.
Schon 1943 hatte André Philip mitgewirkt, als die französischen Politiker der Exilregierung Charles de Gaulle, Jean Monnet und René Mayer einen „Plan für die westeuropäische Integration“ erarbeiteten. In diesem Plan sollte es u. a. einen Zusammenschluss der Schwerindustrie geben; dabei sollte der Kriegsgegner Deutschland dazu gehören. Dieser Plan wurde später Grundlage für den so genannten Schuman-Plan vom 9. Mai 1950.
Nationale Sektionen der MSEUE gab es in Belgien, Frankreich, Westdeutschland und Italien, letztere unter dem Namen Sinistra Europa. Die deutsche Sektion benannte sich nach dem Tod von Anna Siemsen im Jahr 1951 in Anna-Siemsen-Kreis um und gab ab 1954 das Informationsblatt Europa der Arbeit heraus. Von 1952 bis 1958 gab es eine Jugendorganisation namens Jeunes du MSEUE. Das MSEUE gab ab 1953 die Zeitschrift Gauche Européenne („Europäische Linke“) heraus. Deren Chefredakteur war der im Exil lebende Spanier Enrique Gironella. Zu den Autoren gehörten Hermann Brill (Deutschland), Hubert Clément (Luxemburg), Fernand Dehousse und Paul-Henri Spaak (Belgien), Marinus van der Goes van Naters (Niederlande), Gérard Jaquet und André Philip (Frankreich) sowie Mario Zagari (Italien).
1959 benannte sich das MSEUE in Mouvement Gauche Européenne (MGE) um. Dessen Generalsekretär wurde der Belgier Raymond Rifflet. 1971 nahm die Bewegung abermals einen neuen Namen an: Mouvement socialiste européen – Gauche européenne, auf Deutsch Sozialdemokratische Europäische Bewegung. Dessen internationaler Präsident war Lucien Radoux aus Belgien, stellvertretender Vorsitzender der Sozialistischen Fraktion im Europäischen Parlament. Vizepräsident war der deutsche Bundestagsabgeordnete und Europaparlamentarier Gerhard Flämig. Die aus Einzelpersönlichkeiten zusammengesetzte Organisation verlor sukzessive an Bedeutung, während die offizielle Zusammenarbeit der sozialdemokratischen Parteien in der Europäischen Gemeinschaft zunahm. Aus dieser Zusammenarbeit entstand 1974 der Bund der Sozialdemokratischen Parteien der Europäischen Gemeinschaft, aus dem 1992 die Sozialdemokratische Partei Europas (SPE) hervorging.